# 90 nm
Il processo produttivo a 90 nm (90 nanometri) è l'evoluzione del precedente processo a 130 nm utilizzato per i microprocessori Intel dai primi mesi del 2004 e AMD dai primi mesi del 2005. Il termine "90 nm" indica la dimensione media del gate di ogni singolo transistor. Per avere un'idea di cosa voglia dire "90 nm" basti considerare che il virus dell'HIV è grande circa 120 nm, un globulo rosso umano circa 6000-8000 nm e un capello quasi 80000 nm.
Dal 2002 fino al 2004 l'obiettivo di passare ai 90 nm, ovvero scendere sotto la soglia per certi versi storica dei 100 nm (cioè passare dai decimi di micron, ai centesimi) è diventato quasi uno slogan e certamente quasi una priorità. I primi prodotti costruiti con tale processo sono stati memorie RAM prima, e Flash poi, più semplici di un processore; successivamente, affinato il processo, si è passati alla produzione delle CPU. Oltre alle già citate Intel e AMD anche altre aziende sono passate ai 90 nm, tra cui IBM, Texas Instruments, Motorola, Fujitsu e TSMC.
I vantaggi nel passare a questo processo costruttivo e, più in generale, a cercare di migliorare sempre più la miniaturizzazione, sono molteplici: si va dal miglioramento della resa produttiva con conseguente abbattimento di costi (più un processore è "piccolo" e più processori possono essere fabbricati con un solo wafer), alla diminuzione del consumo elettrico, passando per la possibilità di integrare un numero di transistor sempre maggiore con conseguente aumento della potenza elaborativa. Inoltre più è piccolo il "gate" e più velocemente un transistor può commutare tra lo stato ON e OFF, indipendentemente dal clock effettivo.
A 90 nm però, lo spessore dello strato isolante sopra un transistor è estremamente ridotto, e questo causa un fenomeno di elettro-migrazione, ovvero alcuni elettroni "saltano" dall'altra parte dell'isolamento. In inglese questo fenomeno viene chiamato "leakage". Tale fenomeno provoca un aumento del consumo totale del processore e quindi anche un aumento di temperatura. In sostanza quindi aumentano notevolmente i problemi e diminuiscono i veri vantaggi, senza trascurare inoltre che processi costruttivi sempre più raffinati richiedono anche una sempre maggiore sofisticazione delle macchine necessarie a produrli.
Intel, più di ogni altro, si è dovuta scontrare con questi problemi con il Pentium 4 Prescott, che scatenò subito diverse polemiche legate appunto al suo alto "leakage", e quindi all'enorme consumo. Tale problema dovrebbe risolversi con il futuro utilizzo, in processi costruttivi più evoluti, di una nuova versione della tecnologia Strained silicon e un nuovo strato isolante a bassa costante K (Low K dielectric). AMD invece ha adottato una diversa tecnica di produzione, diversa da quella "Strained silicon", chiamata SOI (acronimo di "Silicon On Insulator"): durante il processo di fabbricazione un sottile strato di ossido viene applicato sopra il wafer fungendo da strato isolante in modo da mantenere più facilmente gli elettroni all'interno della struttura del chip. 
Il successore di questo processo utilizza una larghezza di canale di 65 nm.

## Processori realizzati con il processo 90 nm

### Processori Intel
- Pentium 4
  - Prescott

- Pentium D
  - Smithfield

- Pentium M
  - Dothan

- Xeon DP
  - Nocona
  - Irwindale
  - Paxville DP

- Xeon MP
  - Cranfords
  - Potomac

- Itanium 2 DP
  - Millington

- Itanium 2 MP
  - Montecito